# Letní olympijské hry 2028
Letní olympijské hry 2028, oficiálně Hry XXXIV. olympiády (anglicky Games of the XXXIV Olympiad), se budou konat v americkém Los Angeles. Slavnostní zahájení proběhne 14. července 2028, zakončení se uskuteční 30. července 2028.
Soutěž o hostující město měla původně začít v roce 2019 a vítěz by byl poté vybrán v roce 2021. Mezinárodní olympijský výbor však rozhodl na svém zasedání počátkem června, že na svém zasedání 13. září 2017 v Limě vybere i pořadatele olympijských her pro rok 2028.
Na základě dohody s Paříží (ve které se konaly  letní olympijské hry 2024) se XXXIV. letní olympijské hry uskuteční v Los Angeles. MOV oficiálně potvrdil pořadatele na kongresu v Limě. Los Angeles bude olympijské hry hostit už potřetí, v minulosti je hostilo v roce 1932 a 1984.
Na olympiádě bude 6 nových sportů - baseball, softball, kriket, lakros, flag fotbal a squash. V případě flag fotbalu se jedná zcela o olympijskou premiéru. U ostatních jde o návrat. Kriket se naposledy na olympiádě na příznačně oválném hřišti hrál kriket v roce 1900. A po dlouhých 128 letech se vrací. Lakros se na představil už v Londýně roku 1908. Nyní se znovu zařadí do rodiny olympijských sportů ve své šestkové variantě, které se říká „sixes“. 